# Кунхожа
Кунхожа (настоящее имя — Жиемурат; 1799—1880) — каракалпакский поэт XIX века, известный произведениями, осуждающими феодальный гнёт и ханскую тиранию.

## Биография
Родился в бедной семье из рода Калхаман (племя Колдаулы, арыс Конграт). С юных лет работал пастухом, затем обучался в мектебе и медресе Каракум-ишана, однако вынужден был оставить учёбу из-за бедности. Работал в Ургенче и Хиве, где наблюдал тяжёлую жизнь каракалпаков, что нашло отражение в его поэзии.

## Творчество
Кунхожа писал о жизни простого народа, осуждал несправедливость и угнетение. В своих стихах он критиковал хивинское владычество, ханскую власть и местную знать. Его творчество оказало влияние на каракалпакских поэтов, в том числе Бердаха.
Среди известных произведений:
- «Шопанлар» («Пастухи») — о тяжёлой судьбе каракалпакских пастухов[1].
- «Оракшылар» («Жнецы») — о жизни батраков в Хиве[2].
- «Неге керек?» («Зачем это?») — обличение хана и старшин[3].
- «Түйе екенсең» — сатирическое стихотворение о хивинском хане[4].

## Конфликт с хивинским ханом
Хивинский хан Мухаммед-Амин, собирая поэтов региона при своем дворе, пригласил многих из них, однако Кунхожу заставили явиться силой.
Оказавшись перед ханом, Кунхожа не стал пресмыкаться. Когда хан потребовал воспеть его мудрое правление, поэт **смело высказал правду в лицо**, обличая жестокость и несправедливость. Его слова были столь дерзкими, что в зале повисла тишина.  
Оскорбленный хан, желая унизить поэта, приказал подарить ему **измученного, больного верблюда**, надеясь, что это станет насмешкой. Но Кунхожа ответил остроумной сатирой — **стихотворением «Түйе екенсең»**, где сравнил хана с этим же верблюдом. Стих быстро распространился среди народа и стал символом сопротивления.

## Наследие
Кунхожа оставил литературное наследие, став символом борьбы за справедливость в каракалпакской культуре. Его произведения до сих пор изучаются и почитаются.